# Lundhags

Företagets logotyp

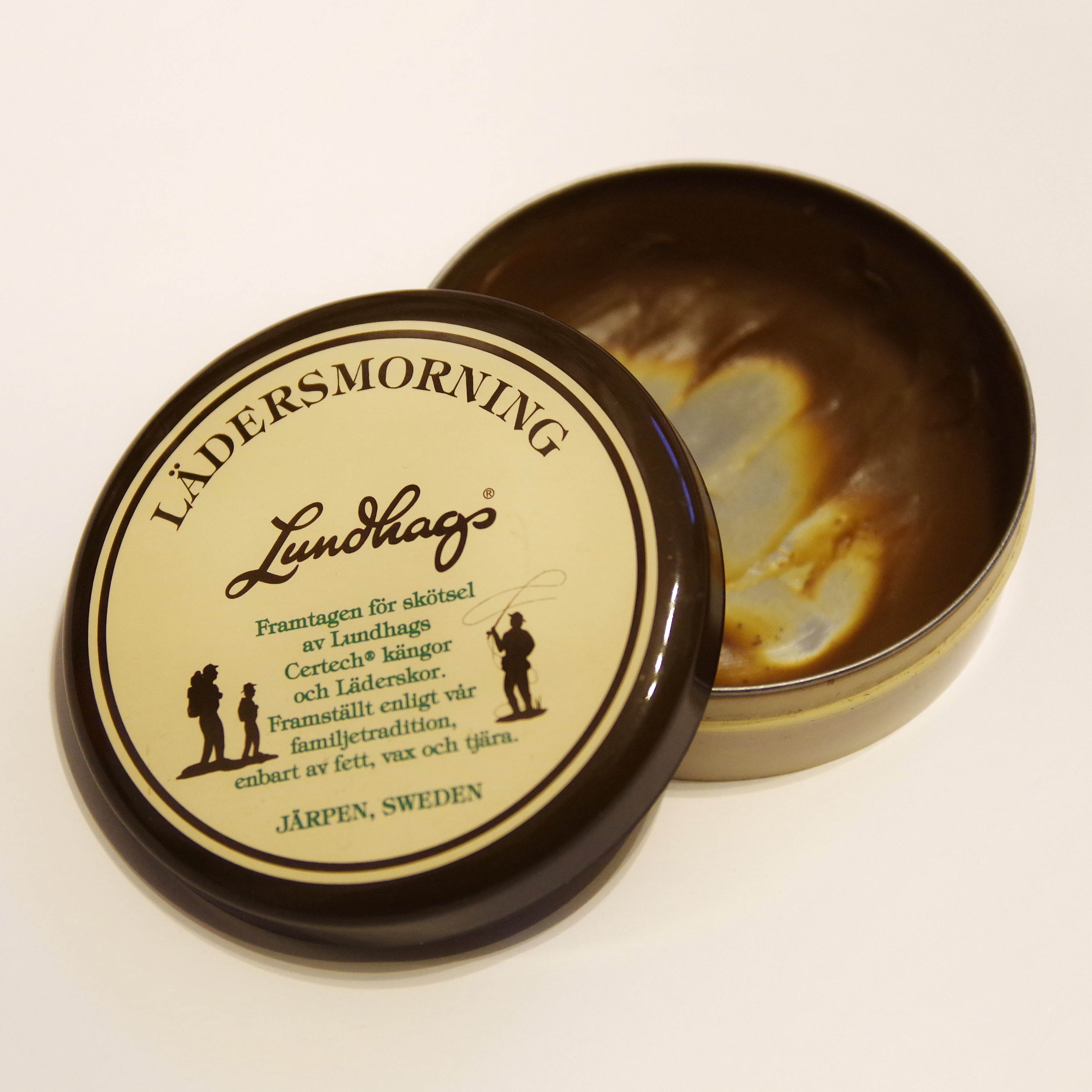
Lundhags Lädersmorning

Lundhags Skomakarna AB är en svensk tillverkare av kängor och kläder för friluftsliv. I början av 1930-talet började Jonas Lundhag med tillverkning av kängor. Från 2003 och framåt flyttade företaget gradvis sin kängtillverkning till Portugal. Specialbeställda måttsydda kängor tillverkas fortfarande i  Järpen. Bland företagets övriga produkter märks ryggsäckar och långfärdsskridskor.

Lundhags företagshistoria började 1932 när Jonas Lundhag öppnade sitt eget skomakeri på Fröson i Östersund.  Först tillverkades endast läderskor och vandringskängor, och 1947 de första skorna av cellulärt gummi.  På grund av tillväxten flyttade skomakaren till Järpen nära Åre 1973.  Utrustningen för en Mount Everest-expedition 1988 var en viktig händelse i företagets historia. 
Produktionen av textilier började 1997 och ett år senare förstördes fabriken helt i en brand.  Efter bara ett års byggande invigdes den nya fabriksbyggnaden 1999.  Nästa utbyggnad av produktsortimentet ägde rum 2000 med introduktionen av V-ryggsäckarna.  Från 2007 till slutet av 2011 ingick Lundhags i Norrwin Group, vilket möjliggjorde expansion utanför Sverige.  I januari 2012 övertogs Lundhags av norska Swix Group som numera heter Brav.